# 小花美穂
小花 美穂（おばな みほ、1970年4月26日 - ）は、日本の漫画家。東京都出身。身長160cm。血液型はA型。

## 人物
『白雪姫症候群（スノーホワイト・シンドローム）』が第25回りぼん新人漫画賞で佳作を受賞し、1990年に『りぼん秋のびっくり大増刊号』（集英社）に掲載の『窓のむこう』でデビュー。主に『りぼん』を始めとする集英社の少女漫画誌で活動。代表作は『こどものおもちゃ』『Honey Bitter』など。1998年、『こどものおもちゃ』で第22回講談社漫画賞少女部門受賞。
手に重い腱鞘炎を負っており、ペンを持つのも苦労しているが、液晶ペンタブレットを使うなどいろいろ工夫しながら現在も精力的に活動している。
既婚。夫は作曲家でアニメ『こどものおもちゃ』の音楽を担当していた武藤星児である。2005年に長女を出産した。自身のブログによると、『こどものおもちゃ』がヒットし夢がかなったので創作意欲が燃え尽きかけたらしいが、何とか新作（『アンダンテ』等）を発表したとのこと。
プロデビュー前後の時期（1989年 - 1991年ごろ）にさくらももこのアシスタントをしていた。社会人と両立して、漫画を描き続け、20歳になってもデビューが決まらず漫画家への道をあきらめかけていた（アシスタントを一生続けさせてほしいと申し出たほど）時、さくらが叱咤激励してくれたおかげで頑張り続けることができたという。さくらは、小花の才能を見込んでいたため、彼女の申し出を認めず励まし続けた、と自著で述べている。さくらが亡くなった後、さくらの追悼特集の一環として『りぼん』2019年2月号に寄稿したエッセイ漫画「ももこ先生と私」では、「ももこ先生に出会ってなかったら私は漫画家にはならなかったでしょう」と、さくらへの感謝の意を語っている。
また漫画家の槙ようこは自身のイラスト集のインタビューで「小花先生が初連載のあのシーンの絵は今のようこちゃんだから描けるものだから大事にしてねと声をかけていただき大御所の先生から心温まるメッセージをいただきうれしかった、小花先生のあの言葉で今の自分がある」と述べた。

## 略歴
- 1990年（平成2年） - 『りぼん増刊』に掲載された「窓のむこう」でデビュー。
- 1994年（平成6年） - 『りぼん』で、「こどものおもちゃ」の連載を開始（ - 1998年）。
- 1996年（平成8年） - 「こどものおもちゃ」がアニメ化される（テレビ東京系、- 1998年）。
- 1998年（平成10年） - 第22回講談社漫画賞少女部門受賞（「こどものおもちゃ」）。
- 2001年（平成13年） - 『りぼん』で、「アンダンテ」の連載を開始（ - 2002年）。
- 2004年（平成16年） - 『Cookie』（集英社）で、「Honey Bitter」の連載を開始。
- 2005年（平成17年） - 『Cookie』2月特大号から妊娠の為休載。
- 2006年（平成18年） - 『Cookie』2月特大号から「Honey Bitter」連載再開。
- 2007年（平成19年） - 腱鞘炎悪化により再び休載。
- 2007年（平成19年）10月13日 - 公式サイト『BarOBANA』開設。
- 2008年（平成20年）8月26日 - 『Cookie』10月号から「Honey Bitter」連載再開。新章スタート。

## 作品リスト
- 白波の幻想（1992年、りぼんマスコットコミックス（集英社）。ISBN 4-08-853604-5）
  - 窓のむこう（1990年、りぼんびっくり秋の大増刊号掲載）
  - 7年目のシーン（1991年、りぼんオリジナル掲載）
  - ぼくとお嬢様 （1991年、りぼん掲載）
  - 白波の幻想（イリュージョン）（1991年、りぼんオリジナル掲載）
- せつないね（1993年、りぼんマスコットコミックス。ISBN 4-08-853662-2）
  - 眠り姫にズレたKISS（1992年、りぼん掲載）
  - せつないね（1992年、りぼん掲載）
- この手をはなさない（1994年、りぼんマスコットコミックス。全2巻）
  - そんなロマンス（1992年、りぼん別冊ふろく掲載。後編に収録）
  - 無期限のしあわせ（1992年、りぼんオリジナル掲載。前編に収録）
  - この手をはなさない（1993年-1994年、りぼん連載）
- こどものおもちゃ（1994年-1998年、りぼん連載。1995年-1999年、りぼんマスコットコミックス刊、全10巻。2003年、集英社ガールズコミックスより完全版（全7巻）として再版）
- 猫の島（1996年、りぼんマスコットコミックス。ISBN 4-08-853879-X）
  - 窓ぎわうしろから4番目（1993年、りぼん掲載）
  - 猫の島（1994年、りぼんびっくり春の大増刊号掲載）
  - あるようでない男（1996年、りぼんオリジナル掲載）
- 水の館（1999年、りぼんマスコットコミックス。ISBN 4-08-856168-6）
  - 水の館（1999年、りぼん掲載）
  - POCHI（1999年、りぼん掲載）
- パートナー（2000年、りぼんマスコットコミックス。全3巻）
  - 瀬戸のグラン・マ（1999年、りぼんオリジナル掲載）
  - パートナー（1999年-2000年、りぼん連載）
  - パートニャー（2000年、りぼん冬休みおたのしみ増刊号掲載）
- アンダンテ（2001年-2002年、りぼん他連載。2001年-2002年、りぼんマスコットコミックス。全3巻）
- POCHI（2003年、りぼんマスコットコミックス。ISBN 4-08-856504-5）
  - POCHI（1999年、りぼん掲載、再録）
  - POCHI 〜MIKE編〜（2003年、りぼん連載）
- あるようでない男（1996年、りぼんオリジナル掲載、再録、2003年、コーラス（集英社）連載。2003年、クイーンズコミックス（集英社）。ISBN 4-08-865166-9）
- Honey Bitter（2004年 - 2018年、全14巻）

### 小説
- この手をはなさない （1994年、小花美穂原作、川田みちこ著。集英社コバルト文庫）
- こどものおもちゃ ガールズ バトルコメディ（1996年 - 1997年、小花美穂原作、高橋良輔著。集英社コバルト文庫。全7巻）

## 師匠
- さくらももこ

## アシスタント
- 酒井まゆ
- 真村ミオ